# Shortridge-Langur
Der Shortridge-Langur (Trachypithecus shortridgei) ist eine kaum bekannte Primatenart aus der Gruppe der Schlankaffen (Presbytini). Er galt früher als Unterart des Kappenlanguren (T. pileatus), von dem er sich vor allem in der Fellfärbung unterscheidet. Sie leben im nördlichen Myanmar östlich des Chindwin-Flusses im Kachin-Staat nördlich von Myitkyina, sowie im Dulong-Tal im Kreis Gongshan im südwestlichen China (Yunnan). Das Verbreitungsgebiet schließt sich somit an das des Kappenlangurs an, der westlich des Chindwin vorkommt.

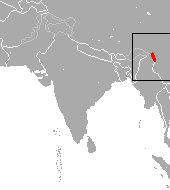
Verbreitungsgebiet des Shortridge-Languren

## Merkmale
Shortridge-Languren sind wie alle Haubenlanguren schlanke Primaten mit einem Schwanz, der länger als der Körper ist. Die Tiere erreichen eine Kopf-Rumpf-Länge von 67 bis 72 cm und haben einen 95 bis 104 cm langen Schwanz. Im Unterschied zu den meisten anderen Languren ist der Shortridge-Languren fast einfarbig. Das Fell ist silber-grau, Arme und Beine sind ein wenig heller und der Schwanz wird zur Spitze hin zunehmend dunkler. Hände und Füße sind schwärzlich. Die Haare des Backenbarts sind kürzer als beim Goldlangur (T. geei) und beim Kappenlangur, den beiden anderen Arten der pileatus-Artengruppe innerhalb der Gattung der Haubenlanguren.

## Lebensraum und Lebensweise
Lebensraum dieser Art sind hügelige, immergrüne Wälder in Höhen von 200 bis 2500 Metern über dem Meeresspiegel. Dort lebt er sympatrisch mit dem erst vor wenigen Jahren entdeckten Burmesischen Stumpfnasenaffen (Rhinopithecus strykeri). Über die Lebensweise ist nichts bekannt, vermutlich stimmt sie mit der der übrigen Haubenlanguren überein. Demzufolge sind diese Tiere tagaktive Baumbewohner, sie leben in Gruppen und ernähren sich von Blättern und anderem Pflanzenmaterial.
Die IUCN listet den Shortridge-Langur als stark gefährdet (endangered). Die Gründe dafür liegen in der Bejagung und in der Zerstörung ihres Lebensraumes.